# Cuidado con las imitaciones
Cuidado con las imitaciones es una película de Argentina en blanco y negro dirigida por Luis Bayón Herrera según el guion de Máximo Aguirre que se estrenó el 19 de mayo de 1948 y que tuvo como protagonistas a La Cruzada del Buen Humor (grupo del que más tade surgirían Los Cinco Grandes del Buen Humor) y Blanquita Amaro.

## Sinopsis
Un productor de Estados Unidos pretende filmar en Argentina una película con sus actores más representativos.

## Comentarios
El Heraldo del Cinematografista dijo:

”Comedia disparatada, de eficacia reidera y a la que aguarda, sin duda un gran éxito popular.”

Por su parte Manrupe y Portela escriben:

”En el momento de su auge radiofónico, un vehículo exclusivo para el desfile de imitadores de La Cruzada del Buen Humor y lucimiento de Los Cinco Grandes. La mayoría de los números ha perdido su eficacia hace años, pero todavía es posible observar algunos momentos de autocrítica al cine nacional.”

## Reparto
- Rafael Carret
- Jorge Luz
- Zelmar Gueñol
- Guillermo Rico
- Juan Carlos Cambón
- Tito Martínez del Box
- Silvia Randall
- Francisco Pablo Donadío
- Ermete Meliante
- Julio Vial
- Marino Seré
- Adelaida Soler
- Ana María Roig
- Blanquita Amaro
- Tato Cifuentes